# Извара (Волосовский район)
Изва́ра — деревня в Рабитицком сельском поселении Волосовского района Ленинградской области, бывший административный центр Изварского сельского поселения.

## История
Впервые упоминается в 1500 году в Писцовой книге Водской пятины Новгородской земли как селение Взвар.
На карте Ингерманландии А. И. Бергенгейма, составленной по шведским материалам 1676 года, она обозначена как деревня Iswar.
На шведской «Генеральной карте провинции Ингерманландии» 1704 года — как мыза Iswar hof.
Как мыза Исворна она обозначена на «Географическом чертеже Ижорской земли» Адриана Шонбека 1705 года.

Казённая лесная дача именуемая ИЗВАРСКОЙ ОБРЕЗ в 34,165 десятин 370 сажень, принадлежит Ведомству С.Петербургского Окружного Управления (1838 год)

На карте Ф. Ф. Шуберта 1844 года она обозначена как имение Логиновой.

ИЗВАРА — мыза владельческая при речке Изварке, по просёлочной дороге от с. Рожествена к казённой Изварской лесной даче, число дворов — 1, число жителей: 10 м. п., 9 ж. п.; Завод винокуренный. (1862 год)

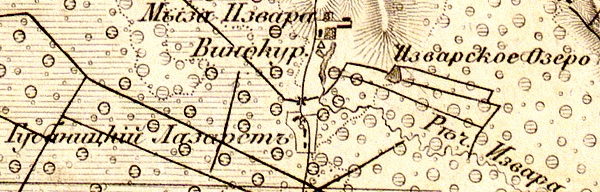
Мыза Извара на карте 1863 года

Согласно материалам по статистике народного хозяйства Царскосельского уезда 1888 года мыза Извара площадью 3630 десятин принадлежала жене нотариуса М. В. Рерих, мыза была приобретена частями в 1872 и 1875 годах за 42 500 рублей. Кузница и постоялый двор сдавались в аренду.
В конце XIX — начале XX века Извара административно относилась к Сосницкой волости 2-го стана Царскосельского уезда Санкт-Петербургской губернии.
По данным «Памятной книжки Санкт-Петербургской губернии» за 1905 год мыза Извара площадью 2343 десятины принадлежала личному почётному гражданину Павлу Алексеевичу Кочневу, кроме того 307 десятин земли имения Извара принадлежали жене санкт-петербургского нотариуса Марии Васильевне Рерих.
С 1917 по 1922 год деревня Извара входила в состав Изварского сельсовета Сосницкой волости Детскосельского уезда.
С 1922 года в составе Раковского сельсовета.
С 1923 года в составе Троцкого уезда.
С 1924 года в составе Запольского сельсовета.
Согласно данным переписи населения СССР 1926 года в деревне Извара проживал 61 человек — большинство эстонцы, а также «русские, немцы, белорусы, малороссы и евреи».
С 1927 года в составе Волосовского района.
По данным 1933 года в состав Запольского сельсовета Волосовского района входил посёлок Извара.

Бывшая мыза Извара на карте 1934 года

C 1 августа 1941 года по 31 декабря 1943 года деревня находилась в оккупации.
С 1954 года в составе Волосовского сельсовета.
С 1963 года в составе Кингисеппского района.
С 1965 года вновь в составе Волосовского района. В 1965 году население деревни Извара составляло 338 человек.
По данным 1966 года посёлок Извара также находился в составе Волосовского сельсовета.
По данным 1973 года в составе Волосовского сельсовета находилась деревня Извара. В деревне располагалась центральная усадьба совхоза «Ударник».
По данным 1990 года в деревне Извара проживали 1943 человека. Деревня также являлась административным центром Изварского сельсовета в который входили 10 населённых пунктов: деревни Заполье, Извара, Лиможа, Озертицы, Реполка, Селище, Сосницы, Сосново, Чёрное и посёлок Сорок шестой километр (лесосклад), общей численностью населения 3138 человек.
В 1997 году в деревне проживали 1899 человек, в 2002 году — 2081 человек (русские — 92 %), в 2007 году — 1721.
В мае 2019 года Изварское сельское поселение вошло в состав в Рабитицкого сельского поселения.

## География
Деревня расположена в восточной части района на автодороге 41К-013 (Жабино — Вересть).
Расстояние до районного центра — 12 км.
Через деревню протекает река Изварка, её исток находится в озере Глухое у музея-усадьбы Н. К. Рериха.

## Демография
| 1862 | 2002  | 2007  | 2010  | 2017  |
| ---- | ----- | ----- | ----- | ----- |
| 19   | ↗2081 | ↘1721 | ↗2242 | ↗2516 |

### Национальный состав
Согласно данным Всероссийской переписи населения 2021 года в деревне проживали 2413 человек, из них:
 русские — 2374, белорусы — 5, украинцы — 5, киргизы — 3, татары — 3, гагаузы — 2, кабардинцы — 1, мордва — 1, таджики — 1, эстонцы — 1,  другие национальности — 9 человек, остальные национальность не указали.

## Достопримечательности
- 471720945870005 (ЕГРОКН). 4700088000 (БД Викигида)

Главная достопримечательность Извары — музей-усадьба известного русского художника, философа и ученого Николая Константиновича Рериха, открытый в 1984 году. Это первый в России государственный музей Н. К. Рериха и единственный в стране мемориальный музей, расположенный непосредственно в доме, с которым связаны первые 26 лет жизни художника. Среди многочисленных экспонатов музея — три подлинные картины Н. К. Рериха. 
- . 4731623000 (БД Викигида)

Также в деревне располагается Училищный дом Санкт-Петербургской земледельческой колонии М. П. Беклешова, построенный в 1913—1915 годах по проекту архитектора А. А. Яковлева в стиле северный модерн. Частью дома является училищная церковь во имя Казанской иконы Божией Матери, построенная в 1917 году по проекту архитектора Ивана Яковлева, предназначавшаяся для воспитанников колонии и ныне действующая как приходская.

## Инфраструктура
- Администрация Изварского сельского поселения
- Отделение Северо-западного банка «Сбербанка России»
- Отделение «Почты России», индекс — 188414.
- Магазин «Пятёрочка»
- Дом культуры
- Дом сестринского ухода
- Школа
- Детский сад
- Изварское лесничество Волосовского лесхоза
- Музей-усадьба Н. К. Рериха
- Семейная сыроварня Галановъ и Ко
- Культурный центр «Извара 15»
- Памятник Н. К. Рериху (2024, на территории музея-усадьбы)

## Транспорт
Осуществляется автобусное сообщение пригородными маршрутами:
- № 34    Волосово — Реполка
- № 34А  Волосово — Извара
- № 888 Санкт-Петербург (Балтийский вокзал) — Извара

Ближайшая железнодорожная станция — Волосово, станция Извара закрыта.

## Фото

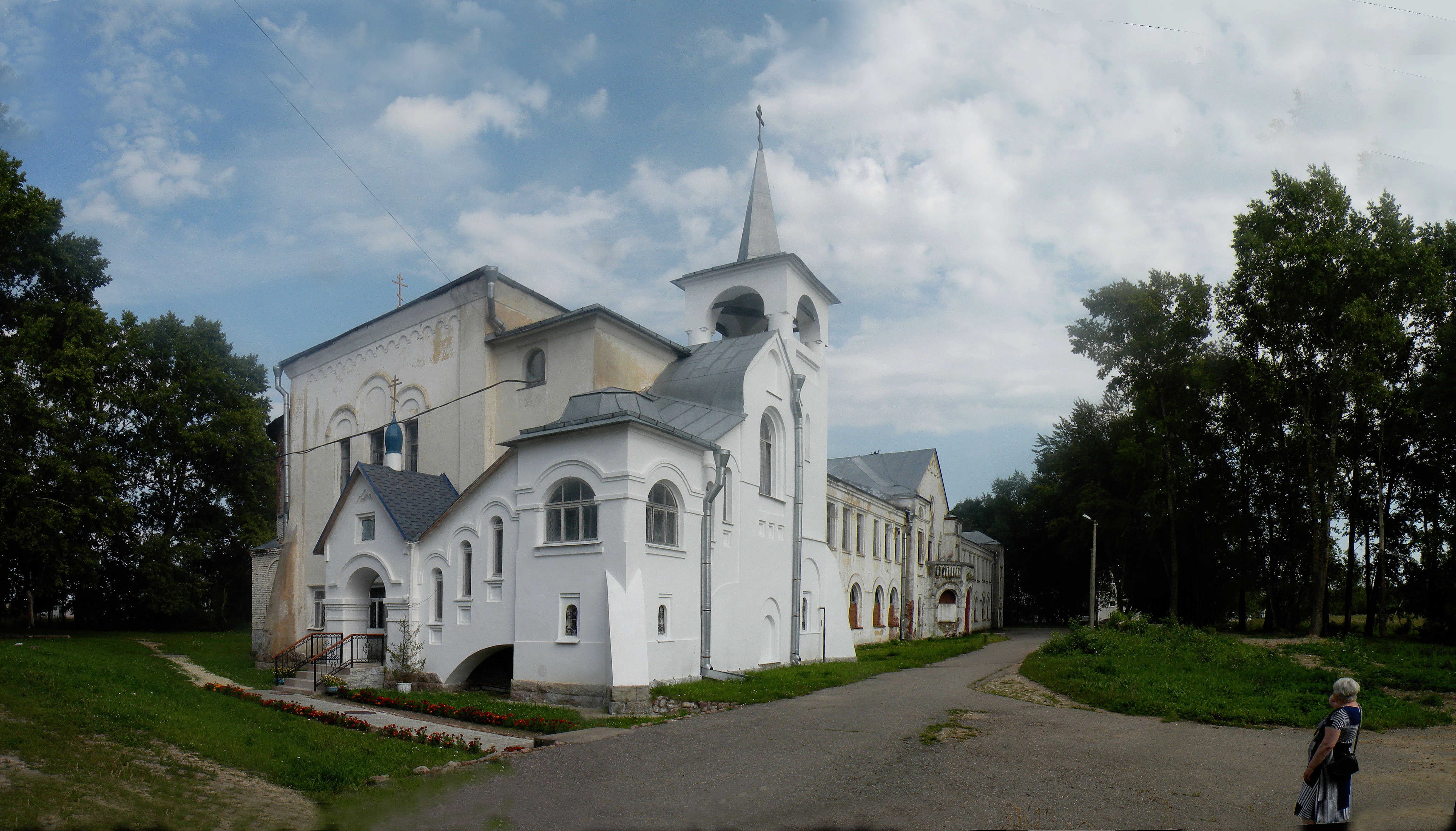
Церковь Казанской иконы Божией Матери
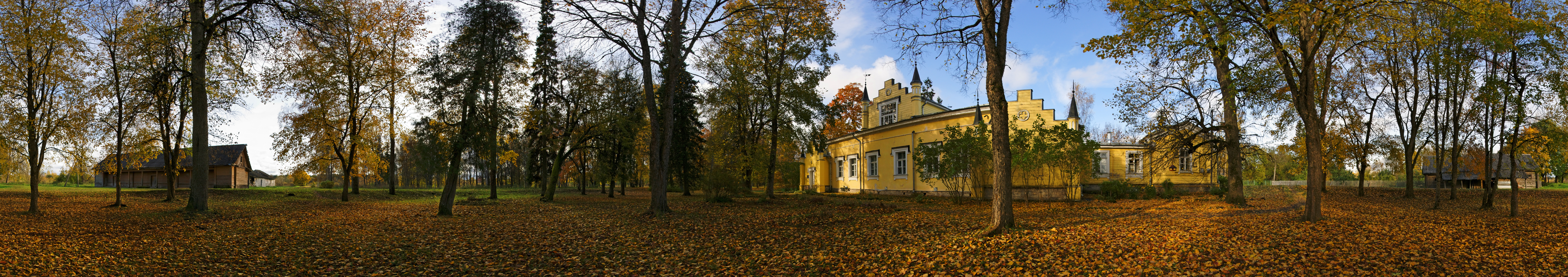
Панорама усадьбы

## Улицы
Виз, Изварская дорога, ЛПХ, Полевая, Приозерная, Садовая, Средняя, Станция, Тихая, Царская дорога